# Mistrzostwa Świata w Piłce Ręcznej Mężczyzn 2017 (eliminacje)
Kwalifikacje do Mistrzostw Świata w Piłce Ręcznej Mężczyzn 2017 – rozgrywki mające na celu wyłonienie dwudziestu czterech męskich reprezentacji narodowych w piłce ręcznej, które wystąpią w finałach tego turnieju.

## Informacje ogólne
Turniej finałowy organizowanych przez IHF mistrzostw świata odbędzie się we Francji w styczniu 2017 roku i wezmą w nim udział dwadzieścia cztery drużyny. Automatycznie do mistrzostw zakwalifikowała się reprezentacja Francji jako gospodarz i mistrz świata z 2015 oraz Katar jako wicemistrz świata z 2015 roku. Wolne miejsca zostały podzielone według następującego klucza geograficznego: Europie przydzielono dwanaście miejsc, Ameryce (Południowej wspólnie z Północną), Azji i Afryce przyznano po trzy miejsca, a ostatnie miejsce zostanie przyznane przez IHF jako „dzika karta” po zakończeniu eliminacji.

## Zespoły
| Kraj               | Strefa kwalifikacyjna                           | Mistrzostwa 2015 |
| ------------------ | ----------------------------------------------- | ---------------- |
| Francja            | Gospodarz; Mistrz świata 2015                   | Mistrzostwo      |
| Katar              | Wicemistrz świata 2015                          | 2. miejsce       |
| Egipt              | Mistrzostwa Afryki 2016 – 1. miejsce            | 14. miejsce      |
| Tunezja            | Mistrzostwa Afryki 2016 – 2. miejsce            | 15. miejsce      |
| Angola             | Mistrzostwa Afryki 2016 – 3. miejsce            | -                |
| Brazylia           | Mistrzostwa Ameryki 2016 – 1. miejsce           | 16. miejsce      |
| Chile              | Mistrzostwa Ameryki 2016 – 2. miejsce           | 23. miejsce      |
| Argentyna          | Mistrzostwa Ameryki 2016 – 3. miejsce           | 12. miejsce      |
| Bahrajn            | Mistrzostwa Azji 2016 – 2. miejsce              | -                |
| Japonia            | Mistrzostwa Azji 2016 – 3. miejsce              | -                |
| Arabia Saudyjska   | Mistrzostwa Azji 2016 – 4. miejsce              | 22. miejsce      |
| Niemcy             | Mistrzostwa Europy 2016 – 1. miejsce            | 7. miejsce       |
| Hiszpania          | Mistrzostwa Europy 2016 – 2. miejsce            | 4. miejsce       |
| Chorwacja          | Mistrzostwa Europy 2016 – 3. miejsce            | 6. miejsce       |
| Rosja              | zespoły z europejskiego turnieju eliminacyjnego | 19. miejsce      |
| Słowenia           | zespoły z europejskiego turnieju eliminacyjnego | 8. miejsce       |
| Białoruś           | zespoły z europejskiego turnieju eliminacyjnego | 18. miejsce      |
| Polska             | zespoły z europejskiego turnieju eliminacyjnego | 3. miejsce       |
| Węgry              | zespoły z europejskiego turnieju eliminacyjnego | -                |
| Macedonia Północna | zespoły z europejskiego turnieju eliminacyjnego | 9. miejsce       |
| Szwecja            | zespoły z europejskiego turnieju eliminacyjnego | 10. miejsce      |
| Dania              | zespoły z europejskiego turnieju eliminacyjnego | 5. miejsce       |
| Islandia           | zespoły z europejskiego turnieju eliminacyjnego | 11. miejsce      |
| Norwegia           | "dzika karta" IHF                               | -                |

## Eliminacje
| Kontynent     | Związek | Miejsca   | Turniej                         | World Map IHF |
| Europa        | EHF     | 3 miejsca | Mistrzostwa Europy 2016         | World Map IHF |
| Europa        | EHF     | 9 miejsc  | Europejski turniej eliminacyjny | World Map IHF |
| Afryka        | CAHB    | 3 miejsca | Mistrzostwa Afryki 2016         | World Map IHF |
| Azja          | AHF     | 3 miejsca | Mistrzostwa Azji 2016           | World Map IHF |
| Ameryka       | PATHF   | 3 miejsca | Mistrzostwa Ameryki 2016        | World Map IHF |
| „dzika karta” | IHF     | 1 miejsce |                                 | World Map IHF |

## Europa
Zgłoszenia chętnych do udziału zespołów EHF przyjmował od maja 2015 roku, planując przeprowadzenie losowania grup miesiąc później. Szesnaście reprezentacji uczestniczyć będzie w turnieju głównym ME, którego trzy najlepsze zespoły, oprócz obrońców trofeum – Francji, uzyskają bezpośredni awans, kolejna dwunastka przejdzie natomiast do fazy play-off. Pozostałe zgłoszone drużyny rywalizować natomiast będą o sześć miejsc uprawniających do udziału w fazie play-off. Zespoły te podzielone na dziewięć par rozegrają pomiędzy sobą w czerwcu 2016 roku dwumecze o awans do turnieju głównego mistrzostw świata.

### Europejski turniej eliminacyjny – faza grupowa
Losowanie grup odbyło się w 17 czerwca 2015 roku w siedzibie EHF w Wiedniu. W wyniku losowania utworzono sześć grup – cztery czterozespołowe i dwie trzyzespołowe – które rywalizować miały następnie systemem ligowym. Z uwagi na fakt, iż możliwe było zorganizowanie eliminacji w formie jednego turnieju, z prawa tego skorzystały zespoły z grupy 4.
| Grupa 1              | Grupa 2   | Grupa 3 | Grupa 4    | Grupa 5 | Grupa 6    |
| -------------------- | --------- | ------- | ---------- | ------- | ---------- |
| Bośnia i Hercegowina | Austria   | Łotwa   | Portugalia | Czechy  | Holandia   |
| Litwa                | Finlandia | Ukraina | Izrael     | Turcja  | Szwajcaria |
| Słowacja             | Rumunia   | Grecja  | Estonia    | Belgia  | Luksemburg |
| Kosowo               | Włochy    | Cypr    | Gruzja     |         |            |

Rozgrywki grupowe były przeprowadzone w sześciu terminach:
- Rundy 1–2: 4–8 listopada 2015
- Rundy 3–4: 6–10 stycznia 2016
- Rundy 5–6: 13–17 stycznia 2016.

#### Grupa 1
| 4 listopada 201519:00 | Kosowo         | 26:30(8:15) | Litwa                                    | Shani Nushi Sports Hall, Djakowica Widzów: 2200 Sędzia: Milan Hájek, Karel Macho |
| 4 listopada 201519:00 | Florim Hoxha 6 | 26:30(8:15) | 6 Benas Petreikis · 6 Valdas Drabavičius | Shani Nushi Sports Hall, Djakowica Widzów: 2200 Sędzia: Milan Hájek, Karel Macho |
| 4 listopada 201519:00 | 3× · 4×        | 26:30(8:15) | 6× · 2×                                  | Shani Nushi Sports Hall, Djakowica Widzów: 2200 Sędzia: Milan Hájek, Karel Macho |

| 4 listopada 201520:15 | Bośnia i Hercegowina | 29:25(14:14) | Słowacja        | KSPC Mejdan, Tuzla Widzów: 5000 Sędzia: Per Olesen, Claus Gramm Pedersen |
| 4 listopada 201520:15 | Nikola Prce 9        | 29:25(14:14) | 8 Radoslav Antl | KSPC Mejdan, Tuzla Widzów: 5000 Sędzia: Per Olesen, Claus Gramm Pedersen |
| 4 listopada 201520:15 | 7× · 4× · 1×         | 29:25(14:14) | 6× · 3×         | KSPC Mejdan, Tuzla Widzów: 5000 Sędzia: Per Olesen, Claus Gramm Pedersen |

| 7 listopada 201518:00 | Słowacja       | 38:20(19:11) | Kosowo           | Športová hala, Hlohovec Widzów: 1400 Sędzia: Martin Lillepea, Marion Kull |
| 7 listopada 201518:00 | Tomas Urban 10 | 38:20(19:11) | 6 Kastrioti Jupa | Športová hala, Hlohovec Widzów: 1400 Sędzia: Martin Lillepea, Marion Kull |
| 7 listopada 201518:00 | 6× · 3×        | 38:20(19:11) | 5× · 3× · 1×     | Športová hala, Hlohovec Widzów: 1400 Sędzia: Martin Lillepea, Marion Kull |

| 8 listopada 201518:00 | Litwa             | 27:27(12:14) | Bośnia i Hercegowina | Kaunas Sports Hall, Kowno Widzów: 1500 Sędzia: Marek Baranowski, Bogdan Lemanowicz |
| 8 listopada 201518:00 | Benas Petreikis 8 | 27:27(12:14) | 6 Nikola Prce        | Kaunas Sports Hall, Kowno Widzów: 1500 Sędzia: Marek Baranowski, Bogdan Lemanowicz |
| 8 listopada 201518:00 | 6× · 3× · 1×      | 27:27(12:14) | 4× · 3×              | Kaunas Sports Hall, Kowno Widzów: 1500 Sędzia: Marek Baranowski, Bogdan Lemanowicz |

| 7 stycznia 201619:00 | Litwa                 | 18:18(10:7) | Słowacja      | Kaunas Sports Hall, Kowno Widzów: 2000 Sędzia: Fabian Baumgart, Sascha Wild |
| 7 stycznia 201619:00 | Rolandas Bernatonis 6 | 18:18(10:7) | 7 Tomas Urban | Kaunas Sports Hall, Kowno Widzów: 2000 Sędzia: Fabian Baumgart, Sascha Wild |
| 7 stycznia 201619:00 | 4× · 3×               | 18:18(10:7) | 4× · 3×       | Kaunas Sports Hall, Kowno Widzów: 2000 Sędzia: Fabian Baumgart, Sascha Wild |

| 6 stycznia 201619:15 | Kosowo          | 29:33(13:17) | Bośnia i Hercegowina | Shani Nushi Sports Hall, Djakowica Widzów: 1000 Sędzia: Tomislav Cindrić, Robert Gonzurek |
| 6 stycznia 201619:15 | Deniz Terziqi 9 | 29:33(13:17) | 9 Nikola Prce        | Shani Nushi Sports Hall, Djakowica Widzów: 1000 Sędzia: Tomislav Cindrić, Robert Gonzurek |
| 6 stycznia 201619:15 | 2× · 3×         | 29:33(13:17) | 2×                   | Shani Nushi Sports Hall, Djakowica Widzów: 1000 Sędzia: Tomislav Cindrić, Robert Gonzurek |

| 9 stycznia 201618:00 | Słowacja        | 31:27(19:10) | Litwa                 | Športová hala, Hlohovec Widzów: 1800 Sędzia: Konstantinos Katsikis, Michalis Michailidis |
| 9 stycznia 201618:00 | Radoslav Antl 6 | 31:27(19:10) | 6 Aidenas Malasinskas | Športová hala, Hlohovec Widzów: 1800 Sędzia: Konstantinos Katsikis, Michalis Michailidis |
| 9 stycznia 201618:00 | 7× · 3×         | 31:27(19:10) | 4× · 3×               | Športová hala, Hlohovec Widzów: 1800 Sędzia: Konstantinos Katsikis, Michalis Michailidis |

| 9 stycznia 201620:15 | Bośnia i Hercegowina | 41:25(18:13) | Kosowo           | KSPC Mejdan, Tuzla Widzów: 3500 Sędzia: Yaron Ben-Dan, Assaf Faran |
| 9 stycznia 201620:15 | Alen Ovčina 8        | 41:25(18:13) | 5 Kastrioti Jupa | KSPC Mejdan, Tuzla Widzów: 3500 Sędzia: Yaron Ben-Dan, Assaf Faran |
| 9 stycznia 201620:15 | 7× · 3×              | 41:25(18:13) | 6× · 2×          | KSPC Mejdan, Tuzla Widzów: 3500 Sędzia: Yaron Ben-Dan, Assaf Faran |

| 13 stycznia 201618:00 | Słowacja        | 24:26(12:13) | Bośnia i Hercegowina | Športová hala, Hlohovec Widzów: 1888 Sędzia: André Hansen, Øistein Pettersen |
| 13 stycznia 201618:00 | Radoslav Antl 6 | 24:26(12:13) | 6 Muhamed Zulfić     | Športová hala, Hlohovec Widzów: 1888 Sędzia: André Hansen, Øistein Pettersen |
| 13 stycznia 201618:00 | 3× · 4× · 1×    | 24:26(12:13) | 6× · 3×              | Športová hala, Hlohovec Widzów: 1888 Sędzia: André Hansen, Øistein Pettersen |

| 13 stycznia 201619:00 | Litwa                 | 42:23(21:11) | Kosowo           | Kaunas Sports Hall, Kowno Widzów: 1200 Sędzia: Valery Butskevich, Yury Butskevich |
| 13 stycznia 201619:00 | Rolandas Bernatonis 7 | 42:23(21:11) | 9 Kastrioti Jupa | Kaunas Sports Hall, Kowno Widzów: 1200 Sędzia: Valery Butskevich, Yury Butskevich |
| 13 stycznia 201619:00 | 3× · 3×               | 42:23(21:11) | 4× · 3×          | Kaunas Sports Hall, Kowno Widzów: 1200 Sędzia: Valery Butskevich, Yury Butskevich |

| 17 stycznia 201617:00 | Kosowo                                 | 22:26(12:15) | Słowacja         | Shani Nushi Sports Hall, Djakowica Widzów: 700 Sędzia: Ivars Čerņavskis, Edmunds Bogdanovs |
| 17 stycznia 201617:00 | Kreshnik Krasniqi 5 · Sharr Ramadani 5 | 22:26(12:15) | 9 Kastrioti Jupa | Shani Nushi Sports Hall, Djakowica Widzów: 700 Sędzia: Ivars Čerņavskis, Edmunds Bogdanovs |
| 17 stycznia 201617:00 | 4× · 3×                                | 22:26(12:15) | 3× · 2×          | Shani Nushi Sports Hall, Djakowica Widzów: 700 Sędzia: Ivars Čerņavskis, Edmunds Bogdanovs |

| 17 stycznia 201620:15 | Bośnia i Hercegowina | 31:22(15:14) | Litwa             | KSPC Mejdan, Tuzla Widzów: 4000 Sędzia: Miklós Andorka, Robert Hucker |
| 17 stycznia 201620:15 | Dejan Malinović 6    | 31:22(15:14) | 6 Benas Petreikis | KSPC Mejdan, Tuzla Widzów: 4000 Sędzia: Miklós Andorka, Robert Hucker |
| 17 stycznia 201620:15 | 4× · 3×              | 31:22(15:14) | 4× · 2× · 1×      | KSPC Mejdan, Tuzla Widzów: 4000 Sędzia: Miklós Andorka, Robert Hucker |

#### Grupa 2
| 4 listopada 201519:30 | Włochy          | 27:19(12:11) | Finlandia        | Palalavis, Lavis Widzów: 1100 Sędzia: Carlos Luque Cabrejas, Ignacio Pascual Sánchez |
| 4 listopada 201519:30 | Dean Turkovic 7 | 27:19(12:11) | 5 Teemu Tamminen | Palalavis, Lavis Widzów: 1100 Sędzia: Carlos Luque Cabrejas, Ignacio Pascual Sánchez |
| 4 listopada 201519:30 | 6× · 3×         | 27:19(12:11) | 7× · 3× · 1×     | Palalavis, Lavis Widzów: 1100 Sędzia: Carlos Luque Cabrejas, Ignacio Pascual Sánchez |

| 4 listopada 201520:25 | Austria                                               | 27:24(13:9) | Rumunia            | BSFZ Südstadt, Maria Enzersdorf Widzów: 1500 Sędzia: Øyvind Togstad, Rune Kristiansen |
| 4 listopada 201520:25 | Sebastian Frimmel 6 · Robert Weber 6 · Nikola Bilyk 6 | 27:24(13:9) | 9 Valentin Ghionea | BSFZ Südstadt, Maria Enzersdorf Widzów: 1500 Sędzia: Øyvind Togstad, Rune Kristiansen |
| 4 listopada 201520:25 | 3× · 3×                                               | 27:24(13:9) | 3× · 3×            | BSFZ Südstadt, Maria Enzersdorf Widzów: 1500 Sędzia: Øyvind Togstad, Rune Kristiansen |

| 7 listopada 201517:00 | Finlandia         | 29:32(11:13) | Austria         | Energia Areena, Vantaa Widzów: 1300 Sędzia: Sasa Pandžić, Boris Šatordžija |
| 7 listopada 201517:00 | Teemu Tamminen 11 | 29:32(11:13) | 7 Gerald Zeiner | Energia Areena, Vantaa Widzów: 1300 Sędzia: Sasa Pandžić, Boris Šatordžija |
| 7 listopada 201517:00 | 5× · 3×           | 29:32(11:13) | 5× · 3×         | Energia Areena, Vantaa Widzów: 1300 Sędzia: Sasa Pandžić, Boris Šatordžija |

| 8 listopada 201518:00 | Rumunia           | 35:22(13:2) | Włochy          | Sala Polivalentă, Călărași Widzów: 1500 Sędzia: Péter Herczeg, Péter Südi |
| 8 listopada 201518:00 | Marius Sadoveac 6 | 35:22(13:2) | 9 Dean Turkovic | Sala Polivalentă, Călărași Widzów: 1500 Sędzia: Péter Herczeg, Péter Südi |
| 8 listopada 201518:00 | 8× · 3×           | 35:22(13:2) | 3× · 2×         | Sala Polivalentă, Călărași Widzów: 1500 Sędzia: Péter Herczeg, Péter Südi |

| 6 stycznia 201616:00 | Finlandia          | 21:34(9:20) | Rumunia            | Energia Areena, Vantaa Widzów: 800 Sędzia: Mirza Kurtagic, Mattias Wetterwik |
| 6 stycznia 201616:00 | Richard Sundberg 6 | 21:34(9:20) | 7 Valentin Ghionea | Energia Areena, Vantaa Widzów: 800 Sędzia: Mirza Kurtagic, Mattias Wetterwik |
| 6 stycznia 201616:00 | 2× · 3×            | 21:34(9:20) | 6× · 2×            | Energia Areena, Vantaa Widzów: 800 Sędzia: Mirza Kurtagic, Mattias Wetterwik |

| 6 stycznia 201618:00 | Włochy           | 27:40(12:16) | Austria        | PalaTrieste, Triest Widzów: 3290 Sędzia: Karim Gasmi, Raouf Gasmi |
| 6 stycznia 201618:00 | Michele Skatar 7 | 27:40(12:16) | 9 Nikola Bilyk | PalaTrieste, Triest Widzów: 3290 Sędzia: Karim Gasmi, Raouf Gasmi |
| 6 stycznia 201618:00 | 5× · 3×          | 27:40(12:16) | 3× · 3×        | PalaTrieste, Triest Widzów: 3290 Sędzia: Karim Gasmi, Raouf Gasmi |

| 9 stycznia 201620:25 | Austria       | 30:19(15:9) | Włochy          | BSFZ Südstadt, Maria Enzersdorf Widzów: 1500 Sędzia: Andrej Budzák, Michal Záhradník |
| 9 stycznia 201620:25 | Raul Santos 8 | 30:19(15:9) | 9 Dean Turkovic | BSFZ Südstadt, Maria Enzersdorf Widzów: 1500 Sędzia: Andrej Budzák, Michal Záhradník |
| 9 stycznia 201620:25 | 3× · 2×       | 30:19(15:9) | 2× · 3×         | BSFZ Südstadt, Maria Enzersdorf Widzów: 1500 Sędzia: Andrej Budzák, Michal Záhradník |

| 10 stycznia 201620:30 | Rumunia            | 36:29(19:11) | Finlandia        | Sala Sporturilor Lascăr Pană, Baia Mare Widzów: 1300 Sędzia: Marko Boričić, Dejan Marković |
| 10 stycznia 201620:30 | Valentin Ghionea 9 | 36:29(19:11) | 9 Teemu Tamminen | Sala Sporturilor Lascăr Pană, Baia Mare Widzów: 1300 Sędzia: Marko Boričić, Dejan Marković |
| 10 stycznia 201620:30 | 5× · 3×            | 36:29(19:11) | 5× · 3×          | Sala Sporturilor Lascăr Pană, Baia Mare Widzów: 1300 Sędzia: Marko Boričić, Dejan Marković |

| 13 stycznia 201618:30 | Finlandia       | 26:25(12:12) | Włochy           | Energia Areena, Vantaa Widzów: 500 Sędzia: Hanspeter Brodbeck, Simon Reich |
| 13 stycznia 201618:30 | Miro Koljonen 6 | 26:25(12:12) | 9 Michele Skatar | Energia Areena, Vantaa Widzów: 500 Sędzia: Hanspeter Brodbeck, Simon Reich |
| 13 stycznia 201618:30 | 5× · 3×         | 26:25(12:12) | 4× · 3×          | Energia Areena, Vantaa Widzów: 500 Sędzia: Hanspeter Brodbeck, Simon Reich |

| 14 stycznia 201618:00 | Rumunia                                | 32:29(15:15) | Austria        | Sala Sporturilor Lascăr Pană, Baia Mare Widzów: 2080 Sędzia: Erdoan Vitaku, Arsim Vitaku |
| 14 stycznia 201618:00 | Marius Iulian Mocanu 7 · Ionuț Ramba 7 | 32:29(15:15) | 9 Nikola Bilyk | Sala Sporturilor Lascăr Pană, Baia Mare Widzów: 2080 Sędzia: Erdoan Vitaku, Arsim Vitaku |
| 14 stycznia 201618:00 | 5× · 4× · 1×                           | 32:29(15:15) | 5× · 3×        | Sala Sporturilor Lascăr Pană, Baia Mare Widzów: 2080 Sędzia: Erdoan Vitaku, Arsim Vitaku |

| 16 stycznia 201618:30 | Włochy            | 28:30(16:15) | Rumunia            | Palazzetto dello Sport Pala San Giacomo, Conversano Widzów: 2400 Sędzia: Bojan Lah, David Sok |
| 16 stycznia 201618:30 | Pasquale Maione 6 | 28:30(16:15) | 8 Valentin Ghionea | Palazzetto dello Sport Pala San Giacomo, Conversano Widzów: 2400 Sędzia: Bojan Lah, David Sok |
| 16 stycznia 201618:30 | 6× · 3×           | 28:30(16:15) | 4× · 2×            | Palazzetto dello Sport Pala San Giacomo, Conversano Widzów: 2400 Sędzia: Bojan Lah, David Sok |

| 17 stycznia 201616:00 | Austria        | 32:20(17:12) | Finlandia                                           | BSFZ Südstadt, Maria Enzersdorf Widzów: 1500 Sędzia: Angelos Argyridis, Christos Mouttas |
| 17 stycznia 201616:00 | Nikola Bilyk 7 | 32:20(17:12) | 4 Miro Koljonen · 4 Benny Broman · 4 Teemu Tamminen | BSFZ Südstadt, Maria Enzersdorf Widzów: 1500 Sędzia: Angelos Argyridis, Christos Mouttas |
| 17 stycznia 201616:00 | 3× · 3×        | 32:20(17:12) | 3× · 3×                                             | BSFZ Südstadt, Maria Enzersdorf Widzów: 1500 Sędzia: Angelos Argyridis, Christos Mouttas |

#### Grupa 3
| 4 listopada 201519:15 | Łotwa               | 31:22(15:12) | Grecja               | Dobeles sporta centrs, Dobele Widzów: 1200 Sędzia: Jiří Opava, Pavel Valek |
| 4 listopada 201519:15 | Dainis Krištopāns 8 | 31:22(15:12) | 8 Vyron Papadopoulos | Dobeles sporta centrs, Dobele Widzów: 1200 Sędzia: Jiří Opava, Pavel Valek |
| 4 listopada 201519:15 | 3× · 1×             | 31:22(15:12) | 4× · 4×              | Dobeles sporta centrs, Dobele Widzów: 1200 Sędzia: Jiří Opava, Pavel Valek |

| 4 listopada 201519:30 | Cypr             | 13:27(9:13) | Ukraina       | Cyprus College Athletic Centre, Nikozja Widzów: 200 Sędzia: Matan Lindenbaum, Dor Laron |
| 4 listopada 201519:30 | Julios Argyrou 4 | 13:27(9:13) | 7 Ievgen Zhuk | Cyprus College Athletic Centre, Nikozja Widzów: 200 Sędzia: Matan Lindenbaum, Dor Laron |
| 4 listopada 201519:30 | 4× · 3×          | 13:27(9:13) | 6× · 4×       | Cyprus College Athletic Centre, Nikozja Widzów: 200 Sędzia: Matan Lindenbaum, Dor Laron |

| 8 listopada 201515:00 | Grecja              | 31:27(9:9) | Cypr                | Sport Hall „Koukouli”, Patras Widzów: 300 Sędzia: Roberto Scevola, Tal Alperan |
| 8 listopada 201515:00 | Adam Papadopoulos 8 | 31:27(9:9) | 8 Yiannos Nikiforou | Sport Hall „Koukouli”, Patras Widzów: 300 Sędzia: Roberto Scevola, Tal Alperan |
| 8 listopada 201515:00 | 2× · 3×             | 31:27(9:9) | 3× · 3×             | Sport Hall „Koukouli”, Patras Widzów: 300 Sędzia: Roberto Scevola, Tal Alperan |

| 8 listopada 201517:00 | Ukraina           | 18:23(8:6) | Łotwa          | Narodowy Uniwersytet Wychowania Fizycznego i Sportu Ukrainy, Kijów Widzów: 800 Sędzia: Laurynas Mykolaitis, Gytis Šniurevičius |
| 8 listopada 201517:00 | Oleksandr Tilte 7 | 18:23(8:6) | 9 Aivis Jurdžs | Narodowy Uniwersytet Wychowania Fizycznego i Sportu Ukrainy, Kijów Widzów: 800 Sędzia: Laurynas Mykolaitis, Gytis Šniurevičius |
| 8 listopada 201517:00 | 5× · 3×           | 18:23(8:6) | 2× · 3×        | Narodowy Uniwersytet Wychowania Fizycznego i Sportu Ukrainy, Kijów Widzów: 800 Sędzia: Laurynas Mykolaitis, Gytis Šniurevičius |

| 7 stycznia 201617:00 | Ukraina            | 25:27(16:13) | Grecja                                             | Pałac Sportu, Kijów Widzów: 300 Sędzia: Dorian Sirbu, Valentin Suponicov |
| 7 stycznia 201617:00 | Stanisław Żukow 10 | 25:27(16:13) | 5 Ioannis Basmalis Gomez · 5 Mylonas Christodoulos | Pałac Sportu, Kijów Widzów: 300 Sędzia: Dorian Sirbu, Valentin Suponicov |
| 7 stycznia 201617:00 | 2× · 3×            | 25:27(16:13) | 2× · 3×                                            | Pałac Sportu, Kijów Widzów: 300 Sędzia: Dorian Sirbu, Valentin Suponicov |

| 7 stycznia 201619:00 | Cypr             | 20:28(5:14) | Łotwa               | Cyprus College Athletic Centre, Nikozja Widzów: 450 Sędzia: Ruud Geraets, Paul Geraets |
| 7 stycznia 201619:00 | Julios Argyrou 7 | 20:28(5:14) | 7 Dainis Krištopāns | Cyprus College Athletic Centre, Nikozja Widzów: 450 Sędzia: Ruud Geraets, Paul Geraets |
| 7 stycznia 201619:00 | 5× · 4× · 1×     | 20:28(5:14) | 1× · 2×             | Cyprus College Athletic Centre, Nikozja Widzów: 450 Sędzia: Ruud Geraets, Paul Geraets |

| 10 stycznia 201615:00 | Grecja                                       | 21:27(10:17) | Ukraina | Alexandreio Melathron Nick Galis Hall, Saloniki Widzów: 900 Sędzia: Jure Cvetko, Brstin Kavalar |
| 10 stycznia 201615:00 | Mallios Charalampos 5 · Vyron Papadopoulos 5 | 21:27(10:17) |         | Alexandreio Melathron Nick Galis Hall, Saloniki Widzów: 900 Sędzia: Jure Cvetko, Brstin Kavalar |
| 10 stycznia 201615:00 | 2× · 2×                                      | 21:27(10:17) | 2× · 3× | Alexandreio Melathron Nick Galis Hall, Saloniki Widzów: 900 Sędzia: Jure Cvetko, Brstin Kavalar |

| 10 stycznia 201617:05 | Łotwa             | 34:17(15:10) | Cypr                | Vidzemes Olimpiskais centrs, Valmiera Widzów: 650 Sędzia: Svetoslav Jovchev, Zvezdelin Jonchev |
| 10 stycznia 201617:05 | Janis Pavlovics 9 | 34:17(15:10) | 6 Demetris Botsaris | Vidzemes Olimpiskais centrs, Valmiera Widzów: 650 Sędzia: Svetoslav Jovchev, Zvezdelin Jonchev |
| 10 stycznia 201617:05 | 3× · 2×           | 34:17(15:10) | 6× · 3×             | Vidzemes Olimpiskais centrs, Valmiera Widzów: 650 Sędzia: Svetoslav Jovchev, Zvezdelin Jonchev |

| 13 stycznia 201618:10 | Grecja               | 23:23(10:12) | Łotwa          | Alexandreio Melathron Nick Galis Hall, Saloniki Widzów: 600 Sędzia: Lars Jorum, Havard Kleven |
| 13 stycznia 201618:10 | Vyron Papadopoulos 8 | 23:23(10:12) | 7 Aivis Jurdžs | Alexandreio Melathron Nick Galis Hall, Saloniki Widzów: 600 Sędzia: Lars Jorum, Havard Kleven |
| 13 stycznia 201618:10 | 5× · 2×              | 23:23(10:12) | 5× · 3× · 1×   | Alexandreio Melathron Nick Galis Hall, Saloniki Widzów: 600 Sędzia: Lars Jorum, Havard Kleven |

| 14 stycznia 201617:00 | Ukraina                               | 31:19(11:8) | Cypr             | Pałac Sportu, Kijów Widzów: 550 Sędzia: Robin Sager, Stefan Styger |
| 14 stycznia 201617:00 | Andrii Akimenko 7 · Oleksandr Tilte 7 | 31:19(11:8) | 5 Julios Argyrou | Pałac Sportu, Kijów Widzów: 550 Sędzia: Robin Sager, Stefan Styger |
| 14 stycznia 201617:00 | 2× · 2×                               | 31:19(11:8) | 1× · 3×          | Pałac Sportu, Kijów Widzów: 550 Sędzia: Robin Sager, Stefan Styger |

| 17 stycznia 201615:05 | Łotwa               | 22:21(13:10) | Ukraina           | Vidzemes Olimpiskais centrs, Valmiera Widzów: 11507 Sędzia: Vagif Aliyev, Alekper Aghakishiyev |
| 17 stycznia 201615:05 | Dainis Krištopāns 7 | 22:21(13:10) | 9 Andrii Akimenko | Vidzemes Olimpiskais centrs, Valmiera Widzów: 11507 Sędzia: Vagif Aliyev, Alekper Aghakishiyev |
| 17 stycznia 201615:05 | 3× · 3×             | 22:21(13:10) | 3× · 3×           | Vidzemes Olimpiskais centrs, Valmiera Widzów: 11507 Sędzia: Vagif Aliyev, Alekper Aghakishiyev |

| 17 stycznia 201617:00 | Cypr                 | 27:24(14:12) | Grecja               | Cyprus College Athletic Centre, Nikozja Widzów: 400 Sędzia: Ferenc Bonifert, Viktor Oláh |
| 17 stycznia 201617:00 | Georgios Stylianou 5 | 27:24(14:12) | 8 Vyron Papadopoulos | Cyprus College Athletic Centre, Nikozja Widzów: 400 Sędzia: Ferenc Bonifert, Viktor Oláh |
| 17 stycznia 201617:00 | 6× · 3×              | 27:24(14:12) | 7× · 3× · 1×         | Cyprus College Athletic Centre, Nikozja Widzów: 400 Sędzia: Ferenc Bonifert, Viktor Oláh |

#### Grupa 4
| 5 listopada 201517:15 | Portugalia    | 28:28(14:14) | Estonia         | Drive in Arena, Tel Awiw-Jafa Widzów: 100 Sędzia: Dimitar Mitrevski, Blagojche Todorovski |
| 5 listopada 201517:15 | Tiago Rocha 6 | 28:28(14:14) | 11 Mait Patrail | Drive in Arena, Tel Awiw-Jafa Widzów: 100 Sędzia: Dimitar Mitrevski, Blagojche Todorovski |
| 5 listopada 201517:15 | 3× · 3×       | 28:28(14:14) | 3× · 4×         | Drive in Arena, Tel Awiw-Jafa Widzów: 100 Sędzia: Dimitar Mitrevski, Blagojche Todorovski |

| 5 listopada 201519:40 | Izrael     | 27:19(13:8) | Gruzja             | Drive in Arena, Tel Awiw-Jafa Widzów: 1400 Sędzia: Aleksandrs Rutkovskis, Uldis Dzērve |
| 5 listopada 201519:40 | Niv Levy 5 | 27:19(13:8) | 7 Irakli Chikovani | Drive in Arena, Tel Awiw-Jafa Widzów: 1400 Sędzia: Aleksandrs Rutkovskis, Uldis Dzērve |
| 5 listopada 201519:40 | 4× · 3×    | 27:19(13:8) | 6× · 4× · 1×       | Drive in Arena, Tel Awiw-Jafa Widzów: 1400 Sędzia: Aleksandrs Rutkovskis, Uldis Dzērve |

| 6 listopada 201516:00 | Estonia        | 25:28(13:14) | Izrael             | Drive in Arena, Tel Awiw-Jafa Widzów: 1400 Sędzia: Dimitar Mitrevski, Blagojche Todorovski |
| 6 listopada 201516:00 | Jürgen Rooba 8 | 25:28(13:14) | 6 Vladislav Kofman | Drive in Arena, Tel Awiw-Jafa Widzów: 1400 Sędzia: Dimitar Mitrevski, Blagojche Todorovski |
| 6 listopada 201516:00 | 3× · 3×        | 25:28(13:14) | 4× · 3×            | Drive in Arena, Tel Awiw-Jafa Widzów: 1400 Sędzia: Dimitar Mitrevski, Blagojche Todorovski |

| 6 listopada 201518:15 | Gruzja                | 22:37(10:17) | Portugalia                | Drive in Arena, Tel Awiw-Jafa Widzów: 200 Sędzia: Aleksandrs Rutkovskis, Uldis Dzērve |
| 6 listopada 201518:15 | Sergo Datukaschwili 6 | 22:37(10:17) | 9 Antonio Rodrigues Areia | Drive in Arena, Tel Awiw-Jafa Widzów: 200 Sędzia: Aleksandrs Rutkovskis, Uldis Dzērve |
| 6 listopada 201518:15 | 6× · 4× · 1×          | 22:37(10:17) | 2× · 3×                   | Drive in Arena, Tel Awiw-Jafa Widzów: 200 Sędzia: Aleksandrs Rutkovskis, Uldis Dzērve |

| 7 listopada 201517:00 | Estonia        | 25:25(14:13) | Gruzja             | Drive in Arena, Tel Awiw-Jafa Widzów: 100 Sędzia: Aleksandrs Rutkovskis, Uldis Dzērve |
| 7 listopada 201517:00 | Jürgen Rooba 9 | 25:25(14:13) | 8 Irakli Chikovani | Drive in Arena, Tel Awiw-Jafa Widzów: 100 Sędzia: Aleksandrs Rutkovskis, Uldis Dzērve |
| 7 listopada 201517:00 | 5× · 3×        | 25:25(14:13) | 5× · 3×            | Drive in Arena, Tel Awiw-Jafa Widzów: 100 Sędzia: Aleksandrs Rutkovskis, Uldis Dzērve |

| 7 listopada 201519:15 | Portugalia    | 36:21(20:11) | Izrael     | Drive in Arena, Tel Awiw-Jafa Widzów: 2000 Sędzia: Dimitar Mitrevski, Blagojche Todorovski |
| 7 listopada 201519:15 | Tiago Rocha 9 | 36:21(20:11) | 7 Niv Levy | Drive in Arena, Tel Awiw-Jafa Widzów: 2000 Sędzia: Dimitar Mitrevski, Blagojche Todorovski |
| 7 listopada 201519:15 | 3× · 3×       | 36:21(20:11) | 2× · 3×    | Drive in Arena, Tel Awiw-Jafa Widzów: 2000 Sędzia: Dimitar Mitrevski, Blagojche Todorovski |

#### Grupa 5
| 4 listopada 201517:10 | Czechy        | 34:32(22:18) | Belgia                | Arena Sparta, Praga Widzów: 1400 Sędzia: Robert Harabagiu, Silviu Stănescu |
| 4 listopada 201517:10 | Filip Jícha 9 | 34:32(22:18) | 8 Thomas Cauwenberghs | Arena Sparta, Praga Widzów: 1400 Sędzia: Robert Harabagiu, Silviu Stănescu |
| 4 listopada 201517:10 | 2× · 3×       | 34:32(22:18) | 2× · 4×               | Arena Sparta, Praga Widzów: 1400 Sędzia: Robert Harabagiu, Silviu Stănescu |

| 7 listopada 201520:00 | Belgia           | 32:36(15:16) | Czechy         | Sportcampus Lange Munte, Kortrijk Widzów: 2300 Sędzia: Daniel Accoto Martins, Roberto Accoto Martins |
| 7 listopada 201520:00 | Thomas Bolaers 7 | 32:36(15:16) | 10 Filip Jícha | Sportcampus Lange Munte, Kortrijk Widzów: 2300 Sędzia: Daniel Accoto Martins, Roberto Accoto Martins |
| 7 listopada 201520:00 | 4× · 3×          | 32:36(15:16) | 6× · 3×        | Sportcampus Lange Munte, Kortrijk Widzów: 2300 Sędzia: Daniel Accoto Martins, Roberto Accoto Martins |

| 6 stycznia 201620:00 | Belgia            | 24:31(10:14) | Turcja          | Sportcampus Lange Munte, Kortrijk Widzów: 1137 Sędzia: Dimitar Mitrevski, Blagojche Todorovski |
| 6 stycznia 201620:00 | Damian Kedziora 8 | 24:31(10:14) | 10 Ramazan Döne | Sportcampus Lange Munte, Kortrijk Widzów: 1137 Sędzia: Dimitar Mitrevski, Blagojche Todorovski |
| 6 stycznia 201620:00 | 3× · 3× · 1×      | 24:31(10:14) | 5× · 3×         | Sportcampus Lange Munte, Kortrijk Widzów: 1137 Sędzia: Dimitar Mitrevski, Blagojche Todorovski |

| 10 stycznia 201616:00 | Turcja         | 31:28(16:12) | Belgia            | THF Spor Salonu, Ankara Widzów: 650 Sędzia: Taras Kouz, Viktor Zhoba |
| 10 stycznia 201616:00 | Ramazan Döne 8 | 31:28(16:12) | 6 Damian Kedziora | THF Spor Salonu, Ankara Widzów: 650 Sędzia: Taras Kouz, Viktor Zhoba |
| 10 stycznia 201616:00 | 6× · 3× · 1×   | 31:28(16:12) | 5× · 2×           | THF Spor Salonu, Ankara Widzów: 650 Sędzia: Taras Kouz, Viktor Zhoba |

| 13 stycznia 201619:00 | Turcja                         | 27:24(15:13) | Czechy         | THF Spor Salonu, Ankara Widzów: 650 Sędzia: Amar Konjicanin, Dino Konjicanin |
| 13 stycznia 201619:00 | Onur Ersin 6 · Tolga Özbahar 6 | 27:24(15:13) | 7 Jakub Hrstka | THF Spor Salonu, Ankara Widzów: 650 Sędzia: Amar Konjicanin, Dino Konjicanin |
| 13 stycznia 201619:00 | 3× · 3×                        | 27:24(15:13) | 2× · 4×        | THF Spor Salonu, Ankara Widzów: 650 Sędzia: Amar Konjicanin, Dino Konjicanin |

| 16 stycznia 201618:30 | Czechy         | 34:28(17:16) | Turcja          | Euronicshala, Zlin Widzów: 2000 Sędzia: Bartosz Leszczyński, Marcin Piechota |
| 16 stycznia 201618:30 | Jakub Hrstka 8 | 34:28(17:16) | 11 Ramazan Döne | Euronicshala, Zlin Widzów: 2000 Sędzia: Bartosz Leszczyński, Marcin Piechota |
| 16 stycznia 201618:30 | 5× · 3× · 1×   | 34:28(17:16) | 9× · 3× · 2×    | Euronicshala, Zlin Widzów: 2000 Sędzia: Bartosz Leszczyński, Marcin Piechota |

#### Grupa 6
| 4 listopada 201519:30 | Holandia        | 26:20(15:9) | Luksemburg       | Topsportcentrum, Almere Widzów: 1000 Sędzia: Jakub Jerlecki, Maciej Łabuń |
| 4 listopada 201519:30 | Bobby Schagen 5 | 26:20(15:9) | 7 Christian Bock | Topsportcentrum, Almere Widzów: 1000 Sędzia: Jakub Jerlecki, Maciej Łabuń |
| 4 listopada 201519:30 | 5× · 3×         | 26:20(15:9) | 3× · 3×          | Topsportcentrum, Almere Widzów: 1000 Sędzia: Jakub Jerlecki, Maciej Łabuń |

| 7 listopada 201519:00 | Luksemburg       | 30:34(13:19) | Holandia                                   | Centre Sportif, Differdange Widzów: 720 Sędzia: Denis Bolic, Christoph Hurich |
| 7 listopada 201519:00 | Martin Müller 10 | 30:34(13:19) | 5 Jeffrey Boomhouwer · 5 Fabian van Olphen | Centre Sportif, Differdange Widzów: 720 Sędzia: Denis Bolic, Christoph Hurich |
| 7 listopada 201519:00 | 2× · 3×          | 30:34(13:19) | 3× · 2×                                    | Centre Sportif, Differdange Widzów: 720 Sędzia: Denis Bolic, Christoph Hurich |

| 6 stycznia 201619:30 | Luksemburg      | 23:36(8:17) | Szwajcaria       | Centre National Sportif et Culturel, Luksemburg Widzów: 650 Sędzia: Francesco Simone, Pietro Monitillo |
| 6 stycznia 201619:30 | Martin Müller 6 | 23:36(8:17) | 5 Manuel Liniger | Centre National Sportif et Culturel, Luksemburg Widzów: 650 Sędzia: Francesco Simone, Pietro Monitillo |
| 6 stycznia 201619:30 | 2× · 3×         | 23:36(8:17) | 3× · 3×          | Centre National Sportif et Culturel, Luksemburg Widzów: 650 Sędzia: Francesco Simone, Pietro Monitillo |

| 9 stycznia 201619:00 | Szwajcaria     | 30:18(14:9) | Luksemburg                         | Schachenhalle Aarau, Aarau Widzów: 2000 Sędzia: Laurynas Mykolaitis, Gytis Šniurevičius |
| 9 stycznia 201619:00 | Andre Schmid 7 | 30:18(14:9) | 4 Martin Müller · 4 Steven Moreira | Schachenhalle Aarau, Aarau Widzów: 2000 Sędzia: Laurynas Mykolaitis, Gytis Šniurevičius |
| 9 stycznia 201619:00 | 5× · 3×        | 30:18(14:9) | 3× · 3×                            | Schachenhalle Aarau, Aarau Widzów: 2000 Sędzia: Laurynas Mykolaitis, Gytis Šniurevičius |

| 13 stycznia 201620:00 | Szwajcaria     | 21:24(14:13) | Holandia      | Schachenhalle Aarau, Aarau Widzów: 2200 Sędzia: Ivan Caçador, Eurico Nicolau |
| 13 stycznia 201620:00 | Andre Schmid 7 | 21:24(14:13) | 5 Joris Baart | Schachenhalle Aarau, Aarau Widzów: 2200 Sędzia: Ivan Caçador, Eurico Nicolau |
| 13 stycznia 201620:00 | 2× · 3×        | 21:24(14:13) | 5× · 3×       | Schachenhalle Aarau, Aarau Widzów: 2200 Sędzia: Ivan Caçador, Eurico Nicolau |

| 17 stycznia 201614:00 | Holandia      | 34:21(18:9) | Szwajcaria      | XL Sittard, Sittard Widzów: 1800 Sędzia: Andrej Kaveshnikov, Petr Plotnikov |
| 17 stycznia 201614:00 | Joris Baart 6 | 34:21(18:9) | 4 Nicolas Raemy | XL Sittard, Sittard Widzów: 1800 Sędzia: Andrej Kaveshnikov, Petr Plotnikov |
| 17 stycznia 201614:00 | 2× · 3×       | 34:21(18:9) | 3× · 2× · 1×    | XL Sittard, Sittard Widzów: 1800 Sędzia: Andrej Kaveshnikov, Petr Plotnikov |

Awans do kolejnej rundy uzyskały Portugalia, Bośnia i Hercegowina, Łotwa, Czechy, Austria oraz Holandia.

### Mistrzostwa Europy 2016
Mistrzostwa Europy, których stawką były trzy miejsca w turnieju finałowym MŚ, zostały rozegrane w dniach 15–31 stycznia 2016 roku w Polsce. Tytuł mistrzowski wywalczyli Niemcy po finałowym zwycięstwie nad reprezentacją Hiszpanii, brąz natomiast zdobyli Chorwaci.

### Europejski turniej eliminacyjny – faza play-off
W tej fazie rozgrywek wzięło udział osiemnaście reprezentacji narodowych – dwanaście drużyn uczestniczących w mistrzostwach kontynentu, które dotychczas nie uzyskały awansu, oraz sześciu zwycięzców grup z fazy wstępnej, które rozegrały pomiędzy sobą dwumecze o awans do turnieju głównego mistrzostw świata. Losowanie odbyło się 31 stycznia 2016 roku w Krakowie i w jego wyniku utworzono dziewięć par.
| Drużyna 1                            | Wynik dwumeczu | Drużyna 2            | Pierwszy mecz | Drugi mecz |
| ------------------------------------ | -------------- | -------------------- | ------------- | ---------- |
| Szwecja                              | 54:46          | Bośnia i Hercegowina | 27:19         | 27:27      |
| Czechy                               | 55:56          | Macedonia Północna   | 28:22         | 27:34      |
| Polska                               | 51:46          | Holandia             | 27:21         | 24:25      |
| Rosja                                | 58:41          | Czarnogóra           | 29:22         | 29:19      |
| Serbia                               | 50:56          | Węgry                | 25:26         | 25:30      |
| Islandia                             | 46:44          | Portugalia           | 26:23         | 20:21      |
| Słowenia                             | 51:47          | Norwegia             | 24:18         | 27:29      |
| Białoruś                             | 52:52          | Łotwa                | 26:24         | 26:28      |
| Dania                                | 55:50          | Austria              | 35:27         | 20:23      |
| Po lewej gospodarz pierwszego meczu. |                |                      |               |            |

W ósmym dwumeczu wystąpił remis. Decydującym o awansie były bramki zdobyte na wyjeździe – awans wywalczyła tym samym Białoruś.
| 10 czerwca 201618:00 | Serbia           | 25:26(8:13) | Węgry            | Kraljevo Sports Hall, Kraljevo Widzów: 1300 Sędzia: André Hansen, Øistein Pettersen |
| 10 czerwca 201618:00 | Petar Nenadić 10 | 25:26(8:13) | 6 Tamás Iváncsik | Kraljevo Sports Hall, Kraljevo Widzów: 1300 Sędzia: André Hansen, Øistein Pettersen |
| 10 czerwca 201618:00 | 2× · 3×          | 25:26(8:13) | 5× · 3× · 1×     | Kraljevo Sports Hall, Kraljevo Widzów: 1300 Sędzia: André Hansen, Øistein Pettersen |

| 11 czerwca 201612:30 | Czechy            | 28:22(14:10) | Macedonia Północna | Euronicshala, Zlin Widzów: 2000 Sędzia: Zigmars Sondors, Renars Licis |
| 11 czerwca 201612:30 | Ondřej Zdráhala 6 | 28:22(14:10) | 8 Kirił Łazarow    | Euronicshala, Zlin Widzów: 2000 Sędzia: Zigmars Sondors, Renars Licis |
| 11 czerwca 201612:30 | 4× · 3×           | 28:22(14:10) | 4× · 2×            | Euronicshala, Zlin Widzów: 2000 Sędzia: Zigmars Sondors, Renars Licis |

| 11 czerwca 201615:00 | Słowenia    | 24:18(10:8) | Norwegia            | Dvorana Zlatorog, Celje Widzów: 2351 Sędzia: Peter Brunovsky, Vladimir Canda |
| 11 czerwca 201615:00 | Blaž Janc 6 | 24:18(10:8) | 5 Kristian Bjørnsen | Dvorana Zlatorog, Celje Widzów: 2351 Sędzia: Peter Brunovsky, Vladimir Canda |
| 11 czerwca 201615:00 | 5× · 3×     | 24:18(10:8) | 8× · 2×             | Dvorana Zlatorog, Celje Widzów: 2351 Sędzia: Peter Brunovsky, Vladimir Canda |

| 11 czerwca 201620:00 | Polska                 | 27:21(11:9) | Holandia     | Spodek, Katowice Widzów: 6000 Sędzia: Nenad Krstić, Peter Ljubić |
| 11 czerwca 201620:00 | Przemysław Krajewski 5 | 27:21(11:9) | 6 Luc Steins | Spodek, Katowice Widzów: 6000 Sędzia: Nenad Krstić, Peter Ljubić |
| 11 czerwca 201620:00 | 5× · 2×                | 27:21(11:9) | 5× · 3×      | Spodek, Katowice Widzów: 6000 Sędzia: Nenad Krstić, Peter Ljubić |

| 12 czerwca 201613:30 | Szwecja              | 27:19(12:9) | Bośnia i Hercegowina | Vida Arena, Växjö Widzów: 5900 Sędzia: Duarte Santos, Ricardo Fonseca |
| 12 czerwca 201613:30 | Mattias Zachrisson 6 | 27:19(12:9) | 9 Nikola Prce        | Vida Arena, Växjö Widzów: 5900 Sędzia: Duarte Santos, Ricardo Fonseca |
| 12 czerwca 201613:30 | 6× · 3×              | 27:19(12:9) | 4× · 3×              | Vida Arena, Växjö Widzów: 5900 Sędzia: Duarte Santos, Ricardo Fonseca |

| 12 czerwca 200615:00 | Rosja              | 29:22(13:9) | Czarnogóra         | Pałac Sportu Dynamo, Moskwa Widzów: 1800 Sędzia: Csaba Dobrovits, Peter Tajok |
| 12 czerwca 200615:00 | Sergey Shelmenko 7 | 29:22(13:9) | 7 Vasko Ševaljević | Pałac Sportu Dynamo, Moskwa Widzów: 1800 Sędzia: Csaba Dobrovits, Peter Tajok |
| 12 czerwca 200615:00 | 5× · 4×            | 29:22(13:9) | 5× · 1×            | Pałac Sportu Dynamo, Moskwa Widzów: 1800 Sędzia: Csaba Dobrovits, Peter Tajok |

| 12 czerwca 201617:00 | Islandia          | 26:23(13:10) | Portugalia    | Laugardalshöll, Reykjavík Widzów: 2460 Sędzia: Sławe Nikołow, Ǵorgi Naczewski |
| 12 czerwca 201617:00 | Aron Pálmarsson 6 | 26:23(13:10) | 5 Tiago Rocha | Laugardalshöll, Reykjavík Widzów: 2460 Sędzia: Sławe Nikołow, Ǵorgi Naczewski |
| 12 czerwca 201617:00 | 2× · 4×           | 26:23(13:10) | 3× · 3×       | Laugardalshöll, Reykjavík Widzów: 2460 Sędzia: Sławe Nikołow, Ǵorgi Naczewski |

| 12 czerwca 201617:00 | Białoruś            | 26:24(13:13) | Łotwa               | Sport Palace Uruchje, Mińsk Widzów: 2351 Sędzia: Matija Gubica, Boris Milosević |
| 12 czerwca 201617:00 | Siarhiej Rutenka 10 | 26:24(13:13) | 9 Dainis Krištopāns | Sport Palace Uruchje, Mińsk Widzów: 2351 Sędzia: Matija Gubica, Boris Milosević |
| 12 czerwca 201617:00 | 5× · 3× · 1×        | 26:24(13:13) | 4× · 3×             | Sport Palace Uruchje, Mińsk Widzów: 2351 Sędzia: Matija Gubica, Boris Milosević |

| 12 czerwca 201620:15 | Dania                      | 35:27(15:12) | Austria        | Arena Fyn, Odense Widzów: 3945 Sędzia: Sorin-Laurenţiu Dinu, Constantin Din |
| 12 czerwca 201620:15 | Kasper Søndergaard Sarup 8 | 35:27(15:12) | 7 Robert Weber | Arena Fyn, Odense Widzów: 3945 Sędzia: Sorin-Laurenţiu Dinu, Constantin Din |
| 12 czerwca 201620:15 | 6× · 3×                    | 35:27(15:12) | 7× · 4×        | Arena Fyn, Odense Widzów: 3945 Sędzia: Sorin-Laurenţiu Dinu, Constantin Din |

| 15 czerwca 201618:00 | Czarnogóra         | 19:25(9:15) | Rosja            | Sportska Dvorana Topolica, Bar Widzów: 2500 Sędzia: Michal Badura, Jaroslav Ondogrecula |
| 15 czerwca 201618:00 | Vasko Ševaljević 5 | 19:25(9:15) | 7 Dmitry Kovalev | Sportska Dvorana Topolica, Bar Widzów: 2500 Sędzia: Michal Badura, Jaroslav Ondogrecula |
| 15 czerwca 201618:00 | 3× · 2×            | 19:25(9:15) | 4× · 3×          | Sportska Dvorana Topolica, Bar Widzów: 2500 Sędzia: Michal Badura, Jaroslav Ondogrecula |

| 15 czerwca 201619:00 | Norwegia           | 29:27(15:13) | Słowenia      | DNB Arena, Stavanger Widzów: 5000 Sędzia: Lars Geipel, Marcus Helbig |
| 15 czerwca 201619:00 | Espen Lie Hansen 6 | 29:27(15:13) | 8 Dean Bombač | DNB Arena, Stavanger Widzów: 5000 Sędzia: Lars Geipel, Marcus Helbig |
| 15 czerwca 201619:00 | 4× · 3×            | 29:27(15:13) | 5× · 3×       | DNB Arena, Stavanger Widzów: 5000 Sędzia: Lars Geipel, Marcus Helbig |

| 15 czerwca 201619:30 | Holandia     | 25:24(10:13) | Polska                             | Fitland XL, Goes Widzów: 2200 Sędzia: Michael Johansson, Jasmin Kliko |
| 15 czerwca 201619:30 | Luc Stein 7  | 25:24(10:13) | 4 Michał Jurecki · 4 Kamil Syprzak | Fitland XL, Goes Widzów: 2200 Sędzia: Michael Johansson, Jasmin Kliko |
| 15 czerwca 201619:30 | 9× · 3× · 1× | 25:24(10:13) | 2× · 3×                            | Fitland XL, Goes Widzów: 2200 Sędzia: Michael Johansson, Jasmin Kliko |

| 15 czerwca 201619:35 | Łotwa                | 28:26(16:14) | Białoruś           | Vidzeme Olympic Centre, Ryga Widzów: 1450 Sędzia: Martin Gjeding, Mads Hansen |
| 15 czerwca 201619:35 | Dainis Krištopāns 14 | 28:26(16:14) | 8 Siarhiej Rutenka | Vidzeme Olympic Centre, Ryga Widzów: 1450 Sędzia: Martin Gjeding, Mads Hansen |
| 15 czerwca 201619:35 | 9× · 2× · 1×         | 28:26(16:14) | 9× · 3×            | Vidzeme Olympic Centre, Ryga Widzów: 1450 Sędzia: Martin Gjeding, Mads Hansen |

| 15 czerwca 201620:00 | Macedonia Północna | 34:27(19:11) | Czechy            | Centrum sportowe „Boris Trajkowski”, Skopje Widzów: 6963 Sędzia: Bogdan Nicolae Stark, Romeo Mihai Stefan |
| 15 czerwca 201620:00 | Dejan Manaskow 11  | 34:27(19:11) | 6 Ondřej Zdráhala | Centrum sportowe „Boris Trajkowski”, Skopje Widzów: 6963 Sędzia: Bogdan Nicolae Stark, Romeo Mihai Stefan |
| 15 czerwca 201620:00 | 1× · 3×            | 34:27(19:11) | 6× · 3×           | Centrum sportowe „Boris Trajkowski”, Skopje Widzów: 6963 Sędzia: Bogdan Nicolae Stark, Romeo Mihai Stefan |

| 15 czerwca 201620:00 | Węgry        | 30:25(17:12) | Serbia          | Veszprém Aréna, Veszprém Widzów: 5019 Sędzia: Andrei Gousko, Siarhei Repkin |
| 15 czerwca 201620:00 | Máté Lékai 9 | 30:25(17:12) | 8 Petar Nenadić | Veszprém Aréna, Veszprém Widzów: 5019 Sędzia: Andrei Gousko, Siarhei Repkin |
| 15 czerwca 201620:00 | 3× · 3×      | 30:25(17:12) | 2× · 3×         | Veszprém Aréna, Veszprém Widzów: 5019 Sędzia: Andrei Gousko, Siarhei Repkin |

| 15 czerwca 201620:15 | Bośnia i Hercegowina | 27:27(14:16) | Szwecja            | Dvorana Mirza Delibašić, Sarajewo Widzów: 4000 Sędzia: Vaidas Mažeika, Mindaugas Gatelis |
| 15 czerwca 201620:15 | Nikola Prce 8        | 27:27(14:16) | 6 Jim Gottfridsson | Dvorana Mirza Delibašić, Sarajewo Widzów: 4000 Sędzia: Vaidas Mažeika, Mindaugas Gatelis |
| 15 czerwca 201620:15 | 4× · 3× · 1×         | 27:27(14:16) | 3× · 3×            | Dvorana Mirza Delibašić, Sarajewo Widzów: 4000 Sędzia: Vaidas Mažeika, Mindaugas Gatelis |

| 15 czerwca 201620:25 | Austria        | 20:23(9:12) | Dania                                            | Albert-Schultz-Eishalle, Wiedeń Widzów: 4000 Sędzia: Oscar Raluy Lopez, Angel Sabroso Ramirez |
| 15 czerwca 201620:25 | Robert Weber 7 | 20:23(9:12) | 4 Lasse Svan Hansen · 4 Michael Damgaard Nielsen | Albert-Schultz-Eishalle, Wiedeń Widzów: 4000 Sędzia: Oscar Raluy Lopez, Angel Sabroso Ramirez |
| 15 czerwca 201620:25 | 5× · 3×        | 20:23(9:12) | 5× · 3× · 1×                                     | Albert-Schultz-Eishalle, Wiedeń Widzów: 4000 Sędzia: Oscar Raluy Lopez, Angel Sabroso Ramirez |

| 16 czerwca 201621:00 | Portugalia              | 21:20(10:7) | Islandia        | Dragão Caixa, Porto Widzów: 2225 Sędzia: Václav Horáček, Jiří Novotný |
| 16 czerwca 201621:00 | Gilberto Brito Duarte 5 | 21:20(10:7) | 4 Rúnar Kárason | Dragão Caixa, Porto Widzów: 2225 Sędzia: Václav Horáček, Jiří Novotný |
| 16 czerwca 201621:00 | 5× · 3×                 | 21:20(10:7) | 4× · 3×         | Dragão Caixa, Porto Widzów: 2225 Sędzia: Václav Horáček, Jiří Novotný |

## Afryka
Turniejem kwalifikacyjnym w Afryce były dwunastozespołowe mistrzostwa tego kontynentu, które odbyły się w dniach 21–30 stycznia 2016 roku w Egipcie. Awans na mistrzostwa świata uzyskali jego medaliści: Egipt, Tunezja oraz Angola.

## Azja
Turniejem kwalifikacyjnym w Azji były mistrzostwa tego kontynentu, które odbyły się w dniach 15–28 stycznia 2016 roku w Bahrajnie. Tytuł mistrzowski obroniła reprezentacja Kataru, awans na mistrzostwa świata uzyskali natomiast pozostali trzej półfinaliści: Bahrajn, Japonia i Arabia Saudyjska.

## Ameryka
Turniejem kwalifikacyjnym w Ameryce były mistrzostwa tego kontynentu, które odbyły się w dniach 11–19 czerwca 2016 roku w Argentynie. W finale Brazylia okazała się lepsza od Chile, brąz zaś zdobyła Argentyna – te trzy drużyny zyskały także awans na MŚ 2017.